# Felipe de Francia (1116-1131)
Felipe (29 de agosto de 1116 - 13 de octubre de 1131), fue el hijo mayor del rey Luis VI de Francia, siendo su cogobernante desde 1129 hasta su muerte. Dado que falleció antes que su padre y nunca reinó por derecho propio, no se le conoce por un ordinal ni aparece en las listas tradicionales de monarcas franceses.

## Coronación
Era el hijo mayor del rey Luis VI de Francia y Adela de Saboya. Fue nombrado en honor de su abuelo paterno Felipe I, siguiendo una costumbre francesa en ese entonces. Parece haber sido el hijo favorito de su padre y siguiendo la práctica establecida en su familia, los Capetos, fue designado sucesor de su padre en Senlis con motivo de la Pascua de 1120, y entronizado como co-rey el 14 de abril de 1129. No obstante, el joven rey dio muestras de desobediencia después de eso, negándose a prestar atención a su padre o a seguir las altas normas. Se volvió maleducado, negándose a escuchar regaños o advertencias; Walter Map dijo que "se desvió de los caminos de conducta seguidos por su padre y, por su orgullo desmesurado y su arrogancia tiránica, se convirtió en una carga para todos".

## Muerte
El corto período de Felipe como co-rey concluyó dos años después de su coronación. El 13 de octubre de 1131, mientras cabalgaba con un grupo de compañeros cerca del Río Sena, su caballo al galope tropezó con un cerdo negro que salió rápidamente de un montón de estiércol en el muelle. El caballo cayó hacia adelante y el joven rey con él, golpeandose la cabeza. Trasladado a una casa cercana, la caída "fracturó sus extremidades de forma tan grave que murió al día siguiente" sin recuperar el conocimiento. La familia real quedó completamente devastada por la trágica muerte de Felipe, como escribió el historiador y abad Suger: 

Ni siquiera el propio Homero habría podido expresar adecuadamente la magnitud y la profundidad del dolor y la tristeza que embargaron a su padre, a su madre y a los magnates del reino.

Fue enterrado el 17 de octubre en la Basílica de Saint-Denis. Su hermano menor Luis (el futuro Luis VII), fue el nuevo heredero para quién Suger, que era amigo íntimo del entonces afligido Luis VI, le aconsejó que "lo coronara, era un niño muy hermoso, lo ungiera con el óleo sagrado y lo hiciera rey con él, para evitar cualquier disturbio por parte de sus rivales".

## Legado
El medievalista Miguel Pastoureau dedicó una obra completa a la muerte inesperada de este heredero, en la que sugiere que tuvo importantes consecuencias para la historia francesa. Según su interpretación, su muerte habría impulsado al trono a un rey mediocre, mal preparado para el gobierno, mientras que Felipe, por el contrario, parecía tener las disposiciones adecuadas. Finalmente, esta muerte deshonrosa para la dinastía capeto, a causa de un animal doméstico considerado entonces sucio e impuro, habría impulsado a su padre y a sus sucesores a elegir como emblema dinástico a la Virgen María y sus atributos: la flor de lis y el azul, convirtiéndose este último en el color de Francia por excelencia, incluso tras sobrevivir a la revolución.
Si Felipe había sido poco más que un problema para su familia y el reino francés durante su vida, su legado resultó ser aún más problemático. En vida, tuvo el sueño de visitar Jerusalén y la tumba de Jesús, por lo que al fallecer, su desconsolado hermano Luis juró ir en su lugar. Este voto le proporcionaría a Luis VII un motivo para unirse a la desastrosa Segunda Cruzada en 1147 y una excusa para abandonar Antioquía en favor de Jerusalén. La cruzada causó numerosas muertes en ambos bandos, y el abandono de Antioquía resultó ser un fracaso estratégico y una causa parcial de la disolución de su matrimonio con su primera esposa, Leonor de Aquitania.

## Curiosidad
- Parece que su muerte dio origen a la prohibición de que los cerdos deambularan por las calles de París.[7]